# Volo LATAM Airlines 800
Il volo LATAM Airlines 800 è un collegamento passeggeri internazionale di linea dall'aeroporto di Sydney in Australia all'aeroporto Internazionale Arturo Merino Benítez di Santiago del Cile, con scalo all'aeroporto di Auckland, in Nuova Zelanda. L'11 marzo 2024, a circa due ore dall'inizio del volo, l'aereo è entrato improvvisamente in una picchiata. Delle 272 persone a bordo, 50 sono rimaste ferite e 12 sono state portate in ospedale dopo l'atterraggio a Auckland. Una persona è rimasta gravemente ferita.

## L'aereo
Il velivolo coinvolto è un Boeing 787-9 con registrazione cilena CC-BGG, numero di serie 38461 e numero di linea 382. È stato consegnato a LAN Airlines nuovo nel dicembre 2015 e ridipinto nella livrea di LATAM Airlines dopo il maggio 2016. Rimasto in storage per quasi tutto il 2018 e dal luglio 2020 in avanti, l'aereo è stato riconsegnato alla compagnia cilena che l'ha rimesso operativo nel luglio 2021. Al momento dell'incidente, l'aeromobile aveva poco più di 8 anni.

## L'incidente
Mentre sorvolava il mar di Tasman a circa un'ora di distanza da Auckland, l'aereo è entrato in un'improvvisa picchiata. In pochi secondi, l'aereo ha perso oltre 300 piedi (91 m) di altitudine. Le persone e gli oggetti non legati sono stati proiettati verso l'alto, con circa 30-40 persone che hanno colpito il soffitto della cabina. Molti a bordo hanno riferito di aver avuto la sensazione di un "terremoto" e un passeggero ha ricordato di essere stato sbalzato indietro di 4-5 corridoi. L'aereo ha poi proseguito per Auckland, il cui aeroporto era, coincidentalmente, il più vicino, come previsto inizialmente. Il personale medico salito a bordo dell'aereo all'aeroporto di Auckland ha curato i feriti, assistendo 50 persone che avevano subito vari tagli, contusioni, ferite alla testa e al collo e fratture. Dodici persone sono state trasportate in ospedale, tra cui una in gravi condizioni. Il pilota ha detto a un passeggero che gli strumenti nella cabina di pilotaggio si sono spenti quando l'aereo è sceso, per poi tornare in funzione pochi secondi dopo.

## Le indagini
Poiché l'incidente è avvenuto in acque internazionali, il Directorate General of Civil Aviation cileno ha avviato un'inchiesta il 12 marzo 2024. La Transport Accident Investigation Commission della Nuova Zelanda sta collaborando all'inchiesta. La causa esatta dell'improvviso cambiamento di traiettoria è sconosciuta, ma la maggior parte degli esperti ha suggerito che molteplici fattori hanno giocato un ruolo nell'incidente, con un malfunzionamento dei sistemi informatici come possibile spiegazione. Il registratore dei dati di volo e il registratore vocale della cabina di pilotaggio del volo sono stati recuperati, ma il loro contenuto non è ancora stato reso noto.
La compagnia aerea ha riferito che l'aereo ha riscontrato un inconveniente tecnico che ha causato un forte movimento del velivolo.

### I sistemi di volo
I media australiani hanno riferito che l'ATSB ritiene che l'incidente sia legato al rischio di ripristino simultaneo dei sistemi di volo. Il 2 dicembre 2016, la FAA aveva emesso la direttiva di aeronavigabilità AD 2016-24-09 che riassumeva: "Stiamo adottando una nuova direttiva di aeronavigabilità (AD) per tutti gli aeroplani The Boeing Company modello 787-8 e 787-9. Questa AD richiede il ciclaggio ripetitivo dell'alimentazione elettrica dell'aeroplano o dell'alimentazione dei tre moduli di controllo di volo (FCM). Questa AD è stata richiesta a seguito di una segnalazione che indicava che tutti e tre gli FCM avrebbero potuto resettarsi simultaneamente se alimentati continuamente per 22 giorni. Stiamo emettendo questa AD per risolvere la condizione di non sicurezza di questi prodotti".

### Il sedile del pilota
In risposta alla segnalazione di un problema con l'interruttore del sedile come probabile causa dell'incidente, Boeing ha emesso una nota in cui raccomanda alle compagnie aeree di ispezionare le poltrone della cabina di pilotaggio dei 787 per verificare la presenza di interruttori allentati. Boeing ha avvertito che la chiusura del coperchio dell'interruttore dello schienale del sedile su un interruttore allentato potrebbe "potenzialmente inceppare l'interruttore, con conseguente movimento involontario del sedile".

### Rapporto preliminare
Il 19 aprile 2024, la DGAC ha pubblicato il rapporto preliminare sull'incidente. L'indagine sosteneva che il sedile del comandante si era involontariamente spostato in avanti e che le condizioni meteorologiche non erano un fattore contributivo.

## Reazioni
Boeing ha risposto all'incidente dichiarando: "Stiamo lavorando per raccogliere ulteriori informazioni sul volo e forniremo tutto il supporto necessario ai nostri clienti". L'incidente ha seguito le crescenti critiche a Boeing per i molteplici problemi in volo dei suoi aerei.
LATAM si è scusata per l'incidente, dichiarando: "Ci rammarichiamo per i disagi e le lesioni che questa situazione può aver causato ai suoi passeggeri, e ribadisce il suo impegno per la sicurezza come priorità nell'ambito dei suoi standard operativi".
La FAA ha risposto riguardo l'incidente con un messaggio non divulgato, e in cambio la Boeing ha rilasciato una dichiarazione sul volo, citando: "Sulla base dell'audit della FAA, dei nostri stand down di qualità e del recente rapporto del gruppo di esperti, continuiamo ad attuare cambiamenti immediati e a sviluppare un piano d'azione completo per rafforzare la sicurezza e la qualità, e costruire la fiducia dei nostri clienti e dei loro passeggeri".
In risposta alla segnalazione di problemi con l'interruttore del sedile come probabile causa dell'incidente, Boeing ha emesso una nota in cui ricorda alle compagnie aeree di ispezionare le poltrone della cabina di pilotaggio degli aerei 787 per verificare la presenza di interruttori allentati. Boeing ha avvertito che la chiusura del coperchio dell'interruttore dello schienale del sedile su un interruttore a bilanciere allentato potrebbe "potenzialmente incepparlo, con conseguente movimento involontario del sedile".